# Calathella ellisii
Calathella ellisii är en svampart som beskrevs av Agerer 1983. Calathella ellisii ingår i släktet Calathella och familjen Marasmiaceae.   Inga underarter finns listade i Catalogue of Life.